# Saint-Avé
Pour les articles homonymes, voir Avé.
Saint-Avé [sɛ̃tave] est une commune française, située dans le département du Morbihan en région Bretagne.
En 2022, avec 12 173 habitants, elle est la 8e commune la plus peuplée du Morbihan et la 32e de Bretagne.

## Géographie

### Situation
Saint-Avé se situe au sud de la région Bretagne, plus précisément dans le sud du département du Morbihan, dans le pays de Vannes. La ville fait partie du parc naturel régional du golfe du Morbihan et de Golfe du Morbihan - Vannes Agglomération.
| Meucon  | Locqueltas | Monterblanc |
| Plescop | Saint-Avé  | Saint-Nolff |
|         | Vannes     |             |

| - Carte topographique de la commune de Saint-Avé. |

### Position de Saint-Avé
Saint-Avé→canton de Vannes-Est→arrondissement de Vannes→Morbihan (56)→Bretagne→France

### Cours d'eau et moulins
La commune est traversée par le ruisseau de Bilair à l'ouest, et ceux de Lihuanteu et de Gornay à l'est. Sur ces deux derniers des vestiges de moulins à eau subsistent : respectivement ceux de Rulliac et celui de Lesnevé.

### Hydrographie
Pour un article plus général, voir Réseau hydrographique du Morbihan.
La commune est située dans le bassin Loire-Bretagne. Elle est drainée par le ruisseau de Gornay, le ruisseau de Liziec, le Bilair, le Linuanten, le Meucon et divers autres petits cours d'eau,.
Le ruisseau de Liziec, d'une longueur de 21 km, prend sa source dans la commune de Elven et se jette  dans le golfe du Morbihan à Theix-Noyalo, après avoir traversé huit communes. 

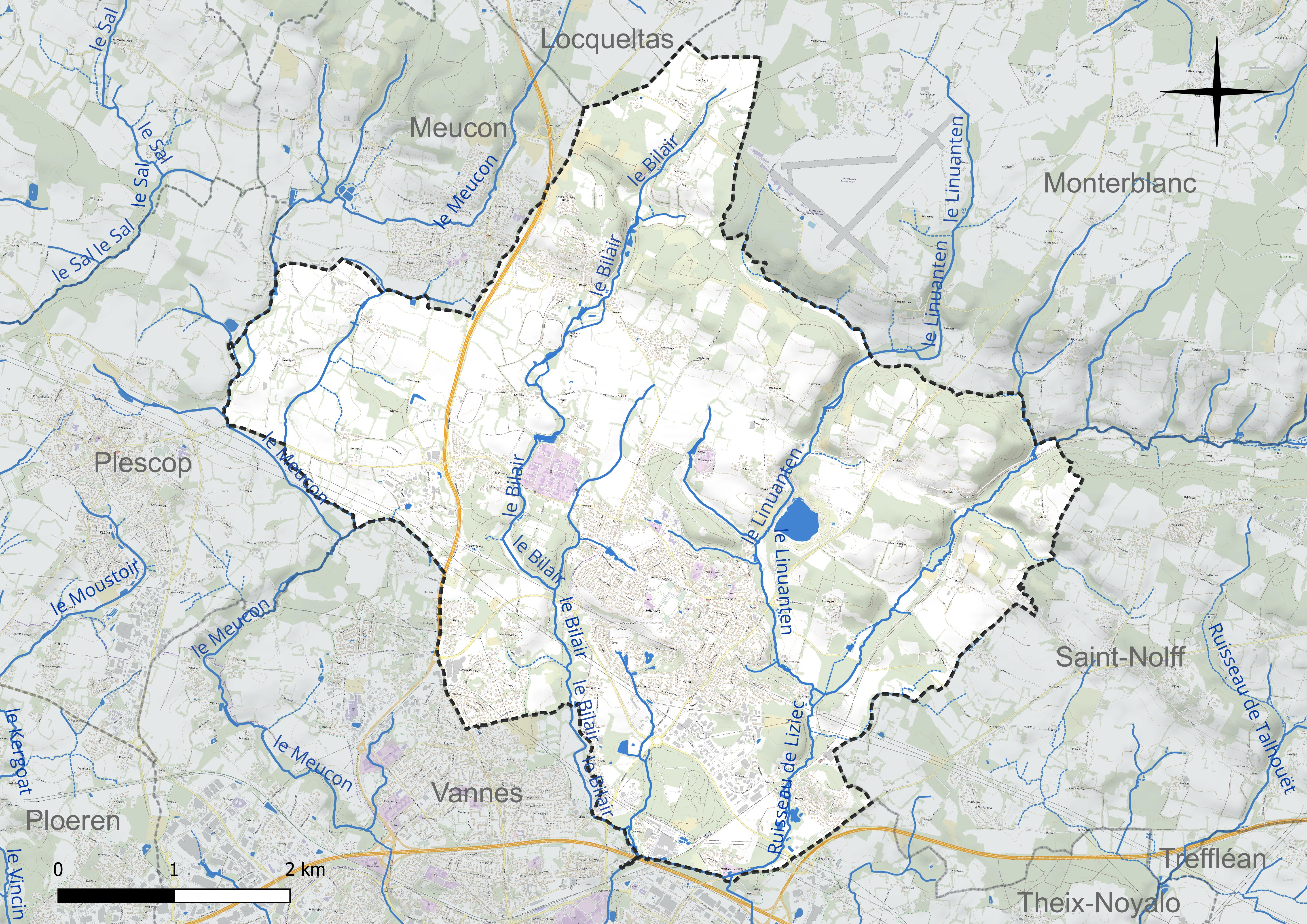
Réseau hydrographique de Saint-Avé.

Le Bilair, d'une longueur de 15 km, prend sa source dans la commune  et se jette  dans le Vincin entre Vannes et Séné. 

### Climat
Le climat qui caractérise la commune est qualifié, en 2010, de « climat océanique franc », selon la typologie des climats de la France qui compte alors huit grands types de climats en métropole. En 2020, la commune ressort du type « climat océanique » dans la classification établie par Météo-France, qui ne compte désormais, en première approche, que cinq grands types de climats en métropole. Ce type de climat se traduit par des températures douces et une pluviométrie relativement abondante (en liaison avec les perturbations venant de l'Atlantique), répartie tout au long de l'année avec un léger maximum d'octobre à février.
Les paramètres climatiques qui ont permis d’établir la typologie de 2010 comportent six variables pour les températures et huit pour les précipitations, dont les valeurs correspondent à la normale 1971-2000. Les sept principales variables caractérisant la commune sont présentées dans l'encadré ci-après.
| Paramètres climatiques communaux sur la période 1971-2000 - Moyenne annuelle de température : 11,9 °C - Nombre de jours avec une température inférieure à −5 °C : 1,6 j - Nombre de jours avec une température supérieure à 30 °C : 2 j - Amplitude thermique annuelle : 12 °C - Cumuls annuels de précipitation : 956 mm - Nombre de jours de précipitation en janvier : 12,9 j - Nombre de jours de précipitation en juillet : 7 j |

Avec le changement climatique, ces variables ont évolué. Une étude réalisée en 2014 par la Direction générale de l'Énergie et du Climat complétée par des études régionales prévoit en effet que la  température moyenne devrait croître et la pluviométrie moyenne baisser, avec toutefois de fortes variations régionales. La station météorologique de Météo-France installée sur la commune et en service de 1993 à 2020 permet de connaître l'évolution des indicateurs météorologiques. Le tableau détaillé pour la période 1981-2010 est présenté ci-après.
| Mois                                  | jan.             | fév.          | mars          | avril         | mai           | juin          | jui.           | août          | sep.           | oct.          | nov.          | déc.            | année      |
| ------------------------------------- | ---------------- | ------------- | ------------- | ------------- | ------------- | ------------- | -------------- | ------------- | -------------- | ------------- | ------------- | --------------- | ---------- |
| Température minimale moyenne (°C)     | 3,5              | 3,8           | 5             | 6,4           | 9,9           | 12,5          | 14             | 14,1          | 11,7           | 9,7           | 5,7           | 3,5             | 8,3        |
| Température moyenne (°C)              | 6,6              | 7,4           | 9,4           | 11,3          | 14,7          | 17,8          | 19,3           | 19,5          | 16,9           | 13,6          | 9,3           | 6,7             | 12,7       |
| Température maximale moyenne (°C)     | 9,6              | 11,1          | 13,7          | 16,2          | 19,5          | 23,1          | 24,6           | 24,9          | 22,1           | 17,6          | 12,9          | 9,9             | 17,1       |
| Record de froid (°C) date du record   | −10,8 02.01.1997 | −7,3 28.02.18 | −8,6 01.03.05 | −2,5 07.04.08 | 0,2 01.05.18  | 4,1 01.06.15  | 6,1 06.07.1996 | 6,5 31.08.17  | 3,5 29.09.1995 | −1 29.10.03   | −5,5 29.11.10 | −7,8 29.12.1996 | −10,8 1997 |
| Record de chaleur (°C) date du record | 19,2 27.01.03    | 21,7 27.02.19 | 25,2 19.03.05 | 29,3 20.04.18 | 32,3 26.05.17 | 36,7 30.06.15 | 37,3 18.07.06  | 40,2 10.08.03 | 33,2 07.09.16  | 29,5 02.10.11 | 21,4 01.11.15 | 16,4 19.12.15   | 40,2 2003  |
| Précipitations (mm)                   | 123,5            | 88            | 71,9          | 76            | 68,6          | 50,8          | 58,8           | 44,3          | 69,2           | 109,3         | 114,2         | 120,1           | 994,7      |

## Urbanisme

### Typologie
Au 1er janvier 2024, Saint-Avé est catégorisée ceinture urbaine, selon la nouvelle grille communale de densité à sept niveaux définie par l'Insee en 2022.
Elle appartient à l'unité urbaine de Vannes, une agglomération intra-départementale regroupant quatre  communes, dont elle est une commune de la banlieue,,. Par ailleurs la commune fait partie de l'aire d'attraction de Vannes, dont elle est une commune de la couronne,. Cette aire, qui regroupe 47 communes, est catégorisée dans les aires de 50 000 à moins de 200 000 habitants,.

### Occupation des sols

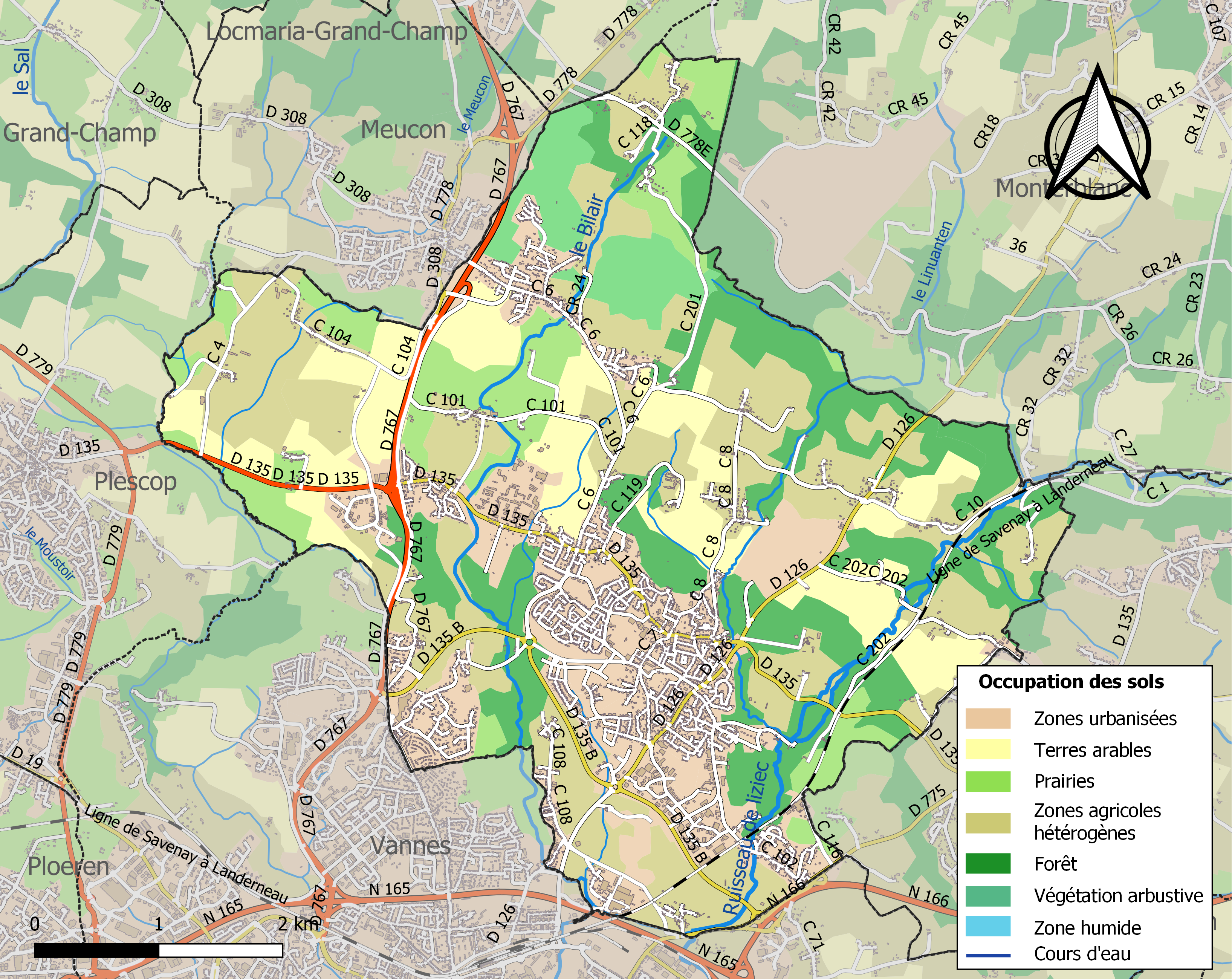
Carte des infrastructures et de l'occupation des sols de la commune en 2018 (CLC).

Le tableau ci-dessous présente l'occupation des sols de la commune en 2018, telle qu'elle ressort de la base de données européenne d’occupation biophysique des sols Corine Land Cover (CLC).
| Type d’occupation                                                                   | Pourcentage | Superficie (en hectares) |
| ----------------------------------------------------------------------------------- | ----------- | ------------------------ |
| Tissu urbain discontinu                                                             | 18,6 %      | 488                      |
| Zones industrielles ou commerciales et installations publiques                      | 4,2 %       | 111                      |
| Réseaux routier et ferroviaire et espaces associés                                  | 0,3 %       | 7                        |
| Extraction de matériaux                                                             | 1,5 %       | 40                       |
| Terres arables hors périmètres d'irrigation                                         | 13,7 %      | 360                      |
| Prairies et autres surfaces toujours en herbe                                       | 9,3 %       | 243                      |
| Systèmes culturaux et parcellaires complexes                                        | 27,0 %      | 708                      |
| Surfaces essentiellement agricoles interrompues par des espaces naturels importants | 2,1 %       | 54                       |
| Forêts de feuillus                                                                  | 4,7 %       | 124                      |
| Forêts mélangées                                                                    | 14,5 %      | 380                      |
| Landes et broussailles                                                              | 4,0 %       | 105                      |
| Source : Corine Land Cover                                                          |             |                          |

## Toponymie
Le nom de la localité est attesté sous les formes Senteve en 1333 et 1387, Sainteve en 1397, Senteve, Sainteve et Lentive en 1453, Saincteve en 1516, S. Eve en 1630, Saint-Avé en 1779.
Attesté sous la forme Senteve en breton.
La localité pourrait tirer son nom du saint gallois Tyfai ou de sainte Avoye. Il est aussi possible que la syllabe sen- que l'on retrouve dans la forme bretonne Senteve ait été abusivement interprétée comme l'équivalent d'une construction toponymique basée sur le nom d'un saint. Une évolution romane d'un toponyme gallo-romain Sentiavicus ne peut donc pas être écartée.

## Histoire
On trouve des premières traces d’occupations néolithiques datées entre 4 500 et 2 500 avant J.-C. Les vestiges romains sont nombreux, puisque deux voies romaines traversent Saint-Avé du sud au nord. Une villa, dont les traces ont aujourd’hui disparu, a été découverte à Tréalvé en 1857.

### Moyen-Âge
Saint-Avé fait à l'origine partie de l'ancienne paroisse Saint Patern de Vannes démembrée vers l'an 1000.
Elle englobait également le territoire de Meucon qui s'est détaché par la suite.

### Révolution française
Saint-Avé est érigé en commune en 1790.

### LeXIXesiècle
L’activité industrielle s’intensifie avec la création en 1860 de la Briqueterie Gohaud, qui sera en activité jusqu’en 1956.
En 1887 une délégation des royalistes de Vannes, d'Arradon, de Plescop, de Sarzeau, de Theix, de l'Île-aux-Moines et de Saint-Avé se rendit à Jersey afin d'y rencontrer le comte de Paris qui y était en exil.

### LeXXesiècle

#### La Première Guerre mondiale
Le monument aux morts de Saint-Avé porte les noms de 66 soldats morts pour la France pendant la Première Guerre mondiale.

#### La Seconde Guerre mondiale
Le monument aux morts de Saint-Avé porte les noms de 7 personnes mortes pour la France pendant la Seconde Guerre mondiale.
Un monument commémoratif rappelle la mémoire de 30 résistants fusillés par les Allemands entre 1941 et 1944 au nord du stand de tir du polygone, au pied d'une butte, au milieu d'un taillis,.

#### L'après Seconde Guerre mondiale
Un soldat originaire de Saint-Avé est mort pour la France pendant la Guerre d'Indochine et un autre pendant la Guerre d'Algérie.

### LeXXIesiècle
Un habitant de Saint-Avé, René Calohard, résidant à Fontenon, décédé le 25 décembre 2022, a fait don de ses biens à la commune, soit en tout plus d'un million d'euros.

## Politique et administration

### Liste des maires
Les données ci-dessous ont été trouvées sur la liste des maires de la mairie de Saint-Avé.
| Période        | Période                         | Identité                  | Étiquette    | Qualité |
| -------------- | ------------------------------- | ------------------------- | ------------ | --- |
| 1790           | 1793                            | Guillaume Morin           |              | |
| 1793           | 1801                            | Jean Leviquel             |              | |
| 1801           | 1805                            | Marc Guillerme            |              | |
| 1805           | 1806                            | Penpénic Jan              |              | |
| 1806           | 1813                            | Cario (prénom inconnu)    |              | |
| 1813           | 1815                            | Le Sant (prénom inconnu)  |              | |
| 1815           | 1830                            | Penpénic Jean             |              | |
| 1830           | 1843                            | Jean Baptiste Jugenot     |              | |
| 1843           | 1848                            | Jean Marie Penpénic       |              | |
| 1848           | 1852                            | Emile de Kermoysan        |              | |
| 1852           | 1874                            | Alban Cario               |              | |
| 1874           | 1902                            | Louis Daniel              |              | |
| 1902           | mai 1904                        | Guillaume Bauche          |              | |
| mai 1904       | 1936 (décès)                    | Jean François Le Blevenec | Rad.soc.     | Cultivateur et propriétaire, ancien adjoint au maire |
| 1936           | 1941                            | Alban Jan                 | Conservateur | |
| 1941           | 1941                            | Mathurin Thomazo          |              | |
| 1941           | 1944                            | Jean Salomon              |              | |
| septembre 1944 | 18 mai 1945                     | Alban Jan                 |              | |
| 18 mai 1945    | 15 mars 1983                    | Pierre Le Nouail          |              | Retraité, maire honoraire Chevalier de la Légion d'honneur (1969) |
| 15 mars 1983   | 20 mars 1989                    | Michel Allanic            | DVD          | Ingénieur du génie rural |
| 20 mars 1989   | 29 mars 2014                    | Hervé Pellois             | PS           | Ingénieur agronome Député du Morbihan (1re circ.) (2012 → 2022) Conseiller régional de Bretagne (1999 → 2001) Conseiller général de Vannes-Est (2001 → 2012)                    |
| 29 mars 2014   | En cours (au 17 septembre 2024) | Anne Gallo                | DVG          | Responsable études et concours enseignement supérieur Conseillère régionale de Bretagne (2015 → ) Vice-présidente du conseil régional (2015 → ) Réélue pour le mandat 2020-2026 |

### Jumelages
Saint-Avé est jumelée avec Altenwalde, une ville d'Allemagne.

## Démographie
L'évolution du nombre d'habitants est connue à travers les recensements de la population effectués dans la commune depuis 1793. Pour les communes de plus de 10 000 habitants les recensements ont lieu chaque année à la suite d'une enquête par sondage auprès d'un échantillon d'adresses représentant 8 % de leurs logements, contrairement aux autres communes qui ont un recensement réel tous les cinq ans,.

En 2022, la commune comptait 12 173 habitants, en évolution de +7,33 % par rapport à 2016 (Morbihan : +3,82 %, France hors Mayotte : +2,11 %).
| 1793  | 1800  | 1806  | 1821  | 1831  | 1836  | 1841  | 1846  | 1851  |
| ----- | ----- | ----- | ----- | ----- | ----- | ----- | ----- | ----- |
| 1 337 | 1 341 | 1 358 | 1 481 | 1 263 | 1 552 | 1 487 | 1 580 | 1 553 |

| 1856  | 1861  | 1866  | 1872  | 1876  | 1881  | 1886  | 1891  | 1896  |
| ----- | ----- | ----- | ----- | ----- | ----- | ----- | ----- | ----- |
| 1 544 | 1 544 | 1 519 | 1 550 | 1 589 | 1 606 | 2 236 | 2 259 | 2 427 |

| 1901  | 1906  | 1911  | 1921  | 1926  | 1931  | 1936  | 1946  | 1954  |
| ----- | ----- | ----- | ----- | ----- | ----- | ----- | ----- | ----- |
| 2 470 | 2 503 | 2 501 | 2 465 | 2 661 | 2 657 | 2 855 | 2 324 | 3 278 |

| 1962  | 1968  | 1975  | 1982  | 1990  | 1999  | 2006  | 2011   | 2016   |
| ----- | ----- | ----- | ----- | ----- | ----- | ----- | ------ | ------ |
| 3 234 | 4 339 | 5 628 | 6 618 | 6 929 | 8 303 | 9 883 | 10 559 | 11 342 |

| 2021   | 2022   | - | - | - | - | - | - | - |
| ------ | ------ | - | - | - | - | - | - | - |
| 11 927 | 12 173 | - | - | - | - | - | - | - |

## Économie
L'usine de Saupiquet de Saint-Avé a fermé définitivement en 2010.
La carrière S.E.C.A (Société Colas) se trouve à Saint-Avé. Celle-ci a fermé en 2008 pour être transformée en réserve d'eau destinée à l'approvisionnement humain.

## Culture et patrimoine

### Langue bretonne
- L’adhésion à la charte Ya d’ar brezhoneg a été votée par le conseil municipal le 23 mars 2005.
- La commune a reçu le label de niveau 1 de la charte le 26 mai 2010 puis le label de niveau 2 le 19 novembre 2010.
- À la rentrée 2016, 159 élèves étaient scolarisés dans les filières bilingues publiques et catholiques (soit 14,1 % des enfants de la commune inscrits dans le primaire)[40].

### Lieux et monuments

#### Patrimoine religieux
- la chapelle Saint-Avé-d'en-Bas, dite chapelle Notre-Dame du Loc, est construite de 1475 à 1494 par Olivier de Peillac et André de Coëtlagat, recteurs de Saint-Avé, comme l'atteste l'inscription encore en place sur les sablières du chœur. En forme de croix latine surmontée d'un clocheton d'ardoise, elle possède une façade principale ornée d'un beau portail à voussures flanqué de deux contreforts à pinacles et surmonté d'un grand oculus qui, malgré des transformations, garde son style médiéval authentique. Elle est entourée d'un enclos, où sont érigés une fontaine et un calvaire[41].

- l'église paroissiale Saint Gervais Saint Protais est dédiée à deux frères jumeaux italiens, Saint Gervais et saint Protais.
L'ancienne église aurait été construite au XVe siècle av. J.-C. entre 1426 et 1481 et d'autres édifices l'auraient précédée sur le même site. Mise à part quelques éléments anciens dont le transept gauche datant du XVe siècle, l'église détruite au début du XIXe siècle est reconstruite de 1830 à 1834. Le bâtiment actuel, dans sa quasi-totalité, date de cette époque. La nef est refaite en style néogothique à la mode du moment.
De l'ancienne église subsistent seuls les ailes du transept - le transept sud étant la chapelle des seigneurs de Lesnevé et le transept nord celle des seigneurs de Beauregard, deux seigneuries de l'Ancien Régime importantes de la commune - quelques pans de murs et des éléments de charpente, et surtout trois fenêtres gothiques qui en sont le plus bel ornement.

Dans la nef, la porte en anse de panier, qui donne sur l'ancien baptistère, s'orne d'élégantes moulures, probablement subsistant de l'ancien édifice. Toutes les autres baies sont modernes : fenêtres en plein cintre ou portes à linteau segmentaire comme au porchet.

Des travaux sont effectués en 1975, en raison du mauvais état de la voûte et pour adapter le chœur aux nouvelles normes liturgiques issues du Concile Vatican II. Les enduits extérieurs sont supprimés pour faire apparaître les moellons de granit jointoyés.

La voûte peinte par Pobéguin est démolie, les autels latéraux et les boiseries sont supprimés, les statues et les tableaux peints évacués, le chœur et les chapelles latérales sont réaménagés.

En 2000, les travaux en centre-ville ont réaménagé le parvis, les abords de l'église et l'éclairage public , et le clocher, dont sa flèche en pierre, a été rendu étanche en 2001. Le retable a été également entièrement rénové et l'horloge remise à neuf.
- la croix de la place de l'église et la croix de l'ancien cimetière, à côté de l'église, une stèle gauloise ou lech est surmontée d'une croix en granite comme près de la Chapelle ND du Loc. Cette stèle, liée aux rites funéraires, a été christianisée. Dans l'espace du cimetière d'autrefois, se dresse un calvaire en granite très travaillé : le socle, le fut et le panneau sont ornés de sculptures de saints. Sur le panneau en forme de bannière, une Vierge à l'Enfant est entourée d'anges. Ce calvaire du XVIe siècle est classé aux Monuments Historiques.

- la chapelle Saint-Michel

« La présence de ruines romaines sur le site autorise l'hypothèse d'un sanctuaire païen primitif avant la construction, par le recteur Pierre de Chohan, de la chapelle consacrée à saint Michel en 1524. Elle est ornementée de sculptures gothiques et Renaissance dans ses fenêtres et ses porches. Le clocheton est refait à la fin du siècle dernier et la sacristie accolée au pignon du chœur en 1831. L'intérieur, restauré récemment, conserve des statues et des boiseries anciennes. »

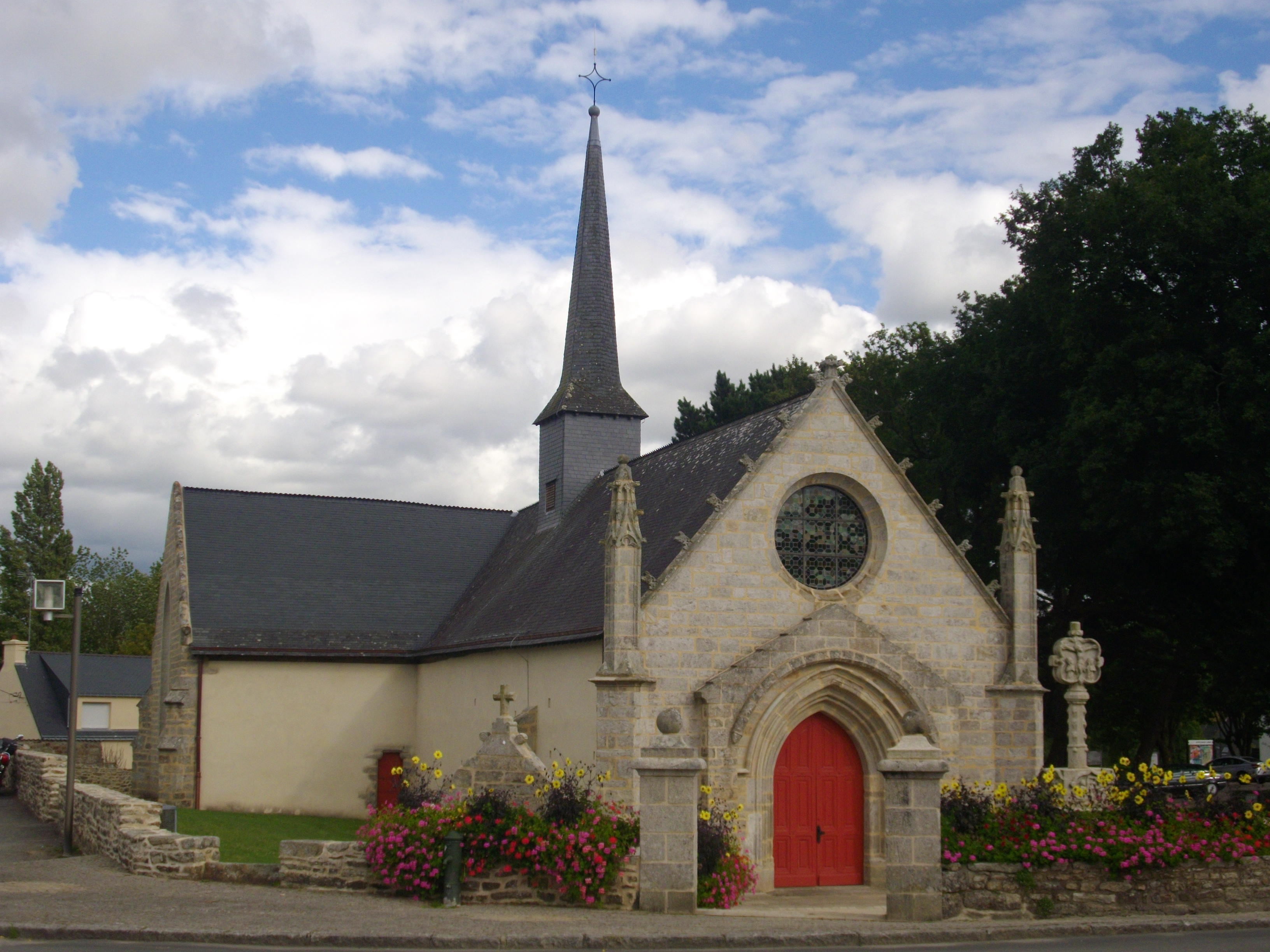
Chapelle Notre-Dame-du-Loc.
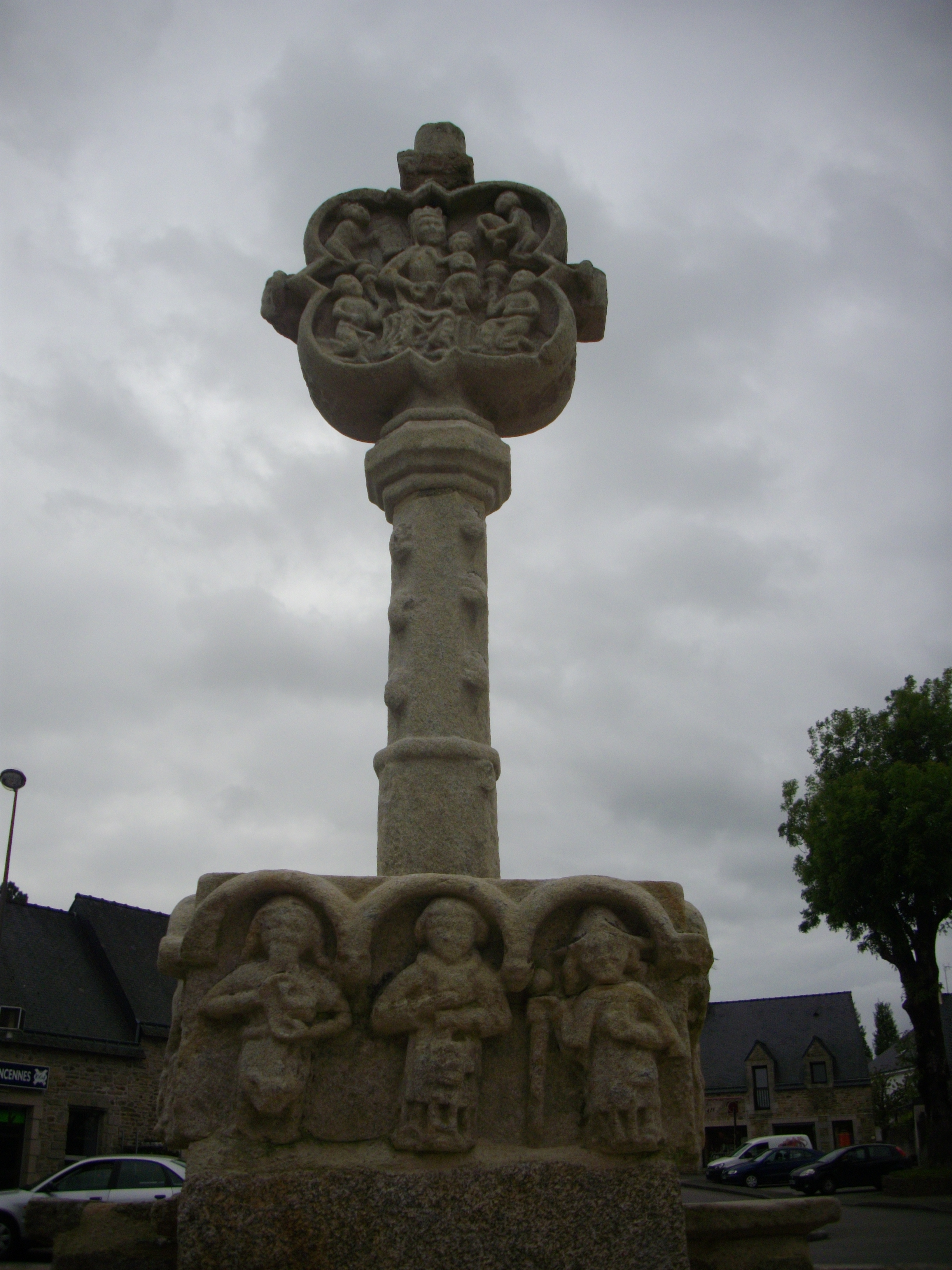
Calvaire de la chapelle Notre-Dame-du-Loc.
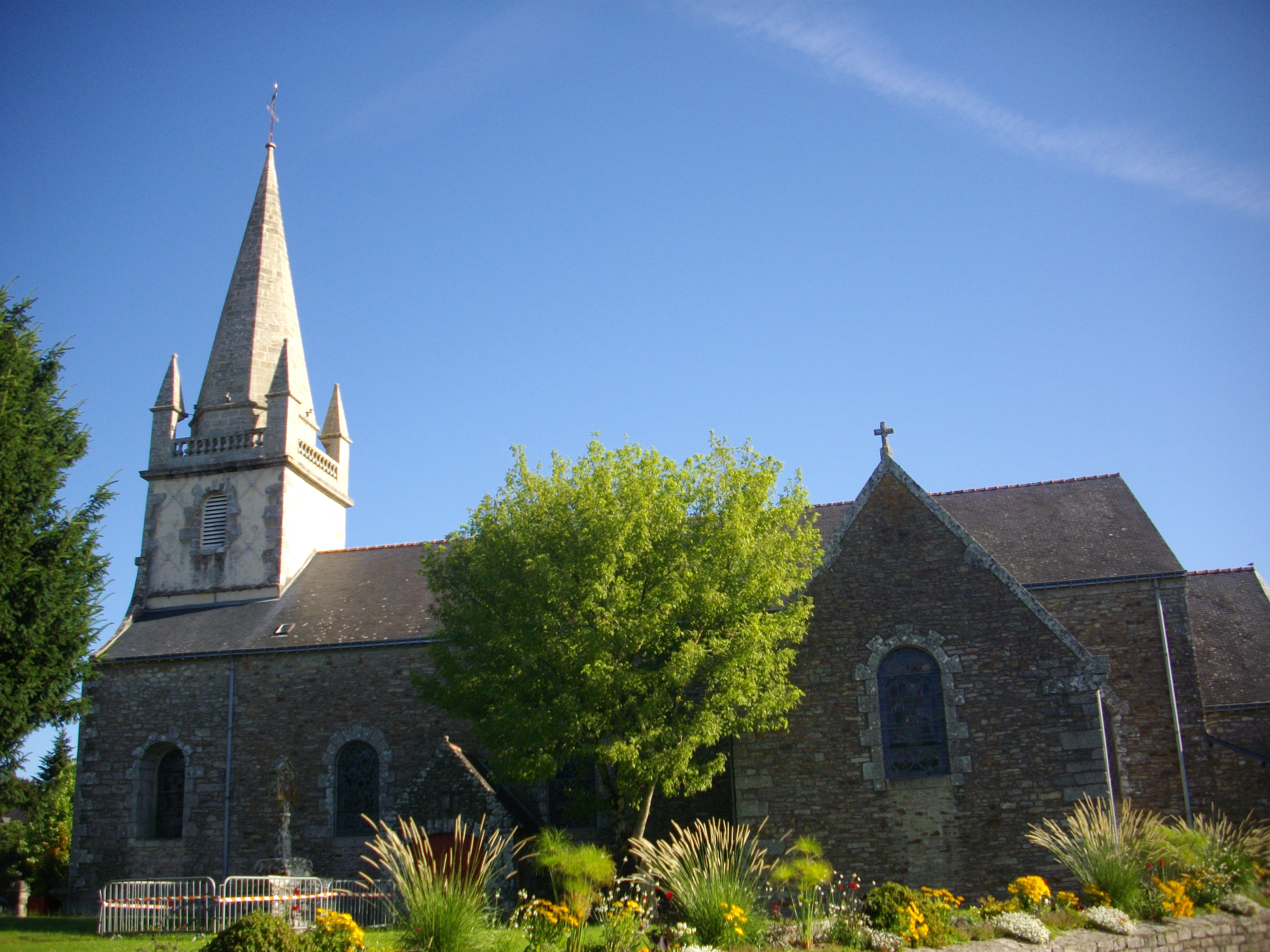
Église Saint-Gervais-et-Saint-Protais.
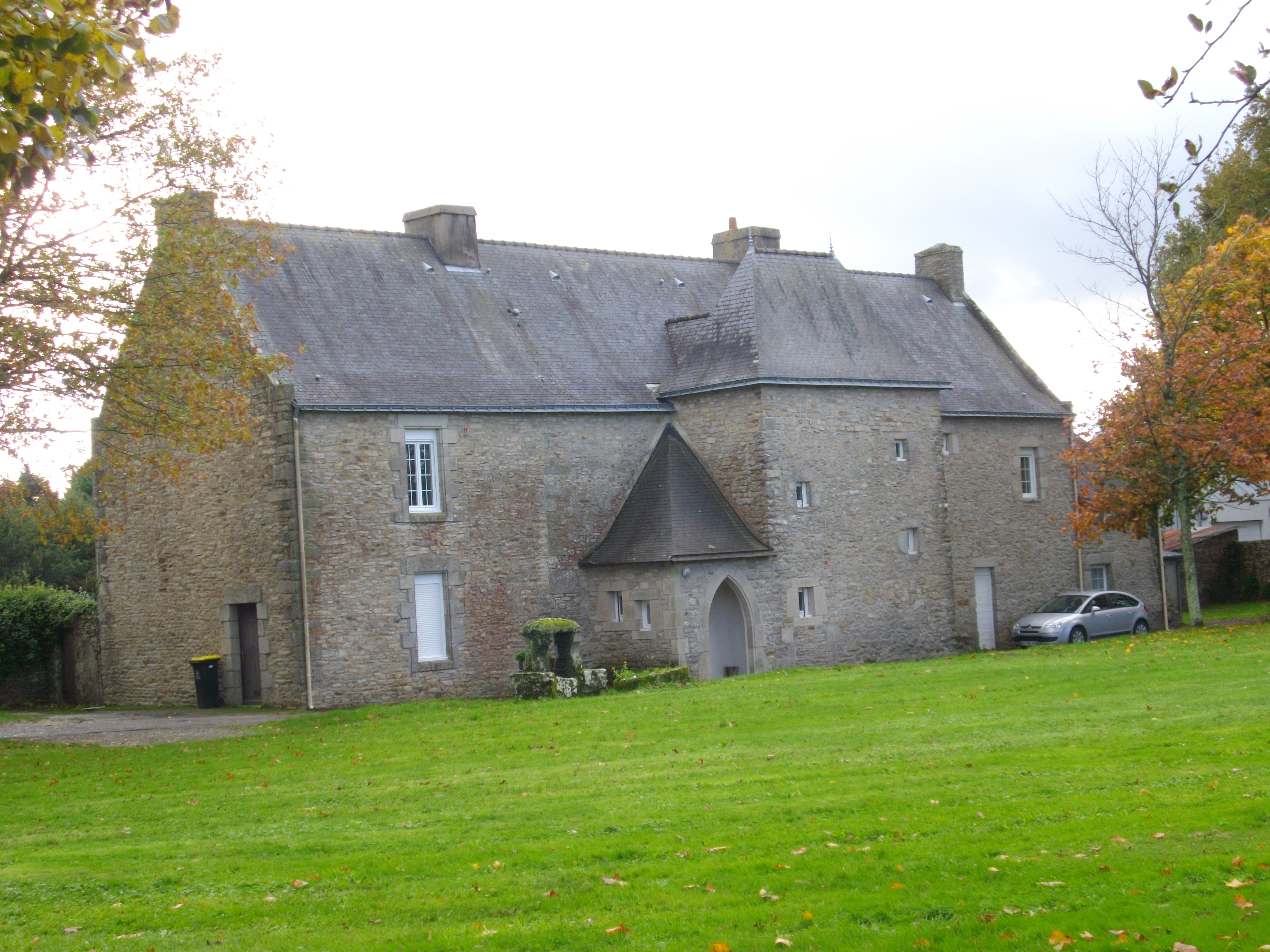
Presbytère.
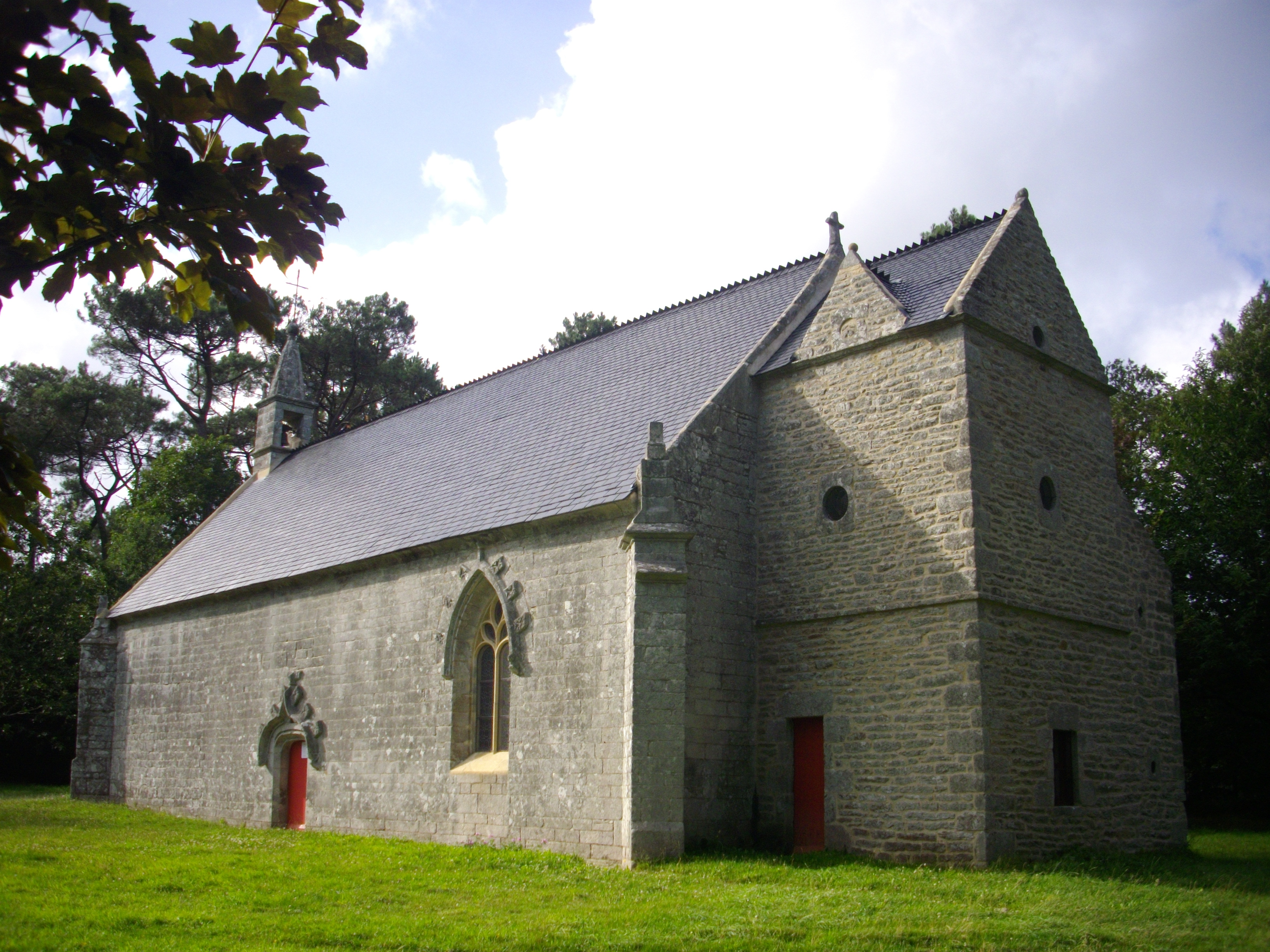
Chapelle Saint-Michel.
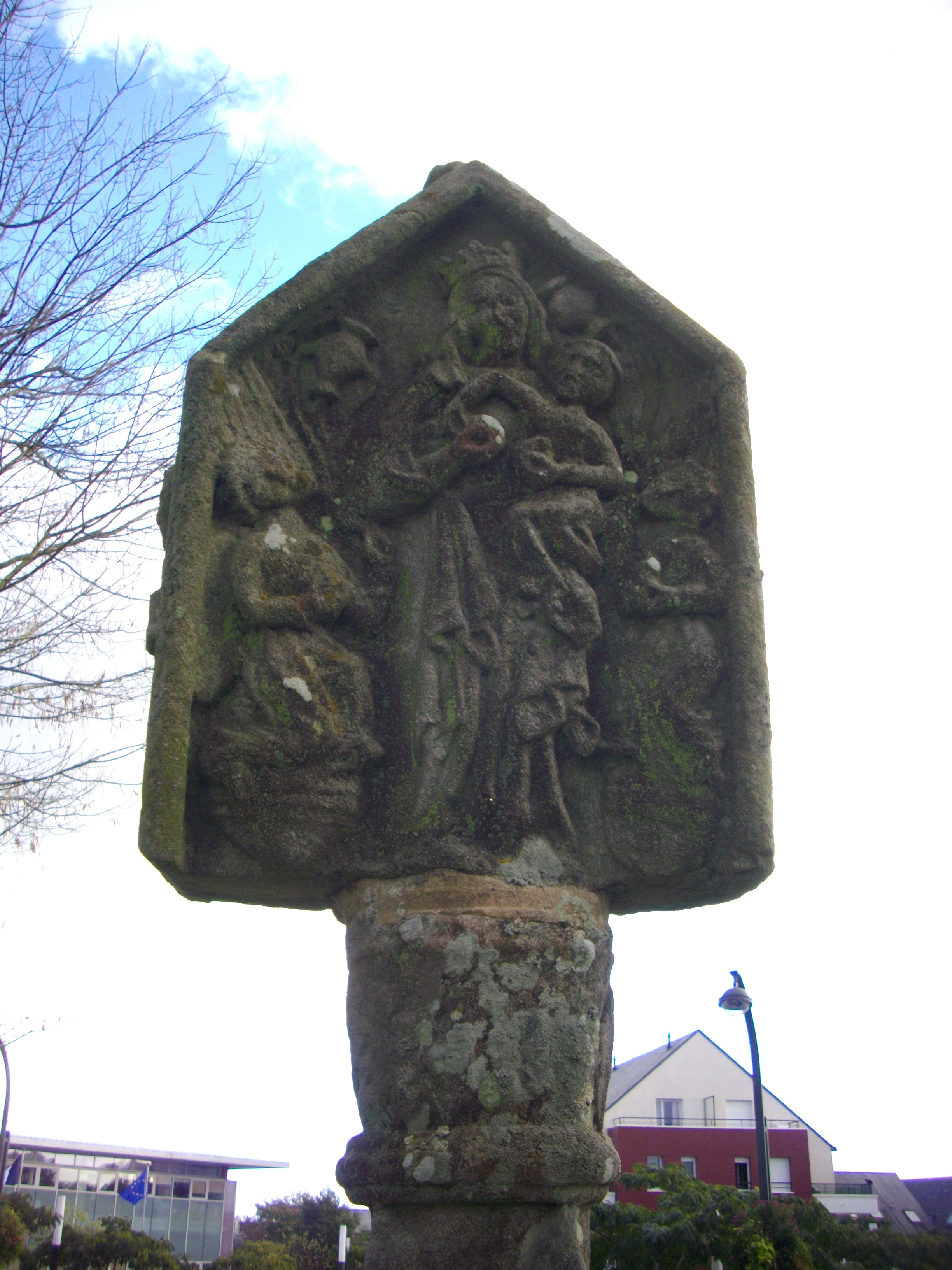
Croix de cimetière.

#### Patrimoine civil
- le château de Plaisance (disparu au XVIIe siècle): Ce château était encore surnommé "l'Hôtel de Garo". Propriété successive du Sire de Quintin (avant 1433), du duc Jean V (en 1433), et de François, comte de Montfort. Devenu duc de Bretagne en 1442, François de Montfort y séjourne fréquemment et y meurt le 19 juillet 1450. L'édifice devient ensuite la propriété de l'abbaye de Prières (en 1486). Inhabité, il tombe en ruine dès 1637 ;
- le château de Rulliac (XVe et XVIIe siècles): Connu dès 1425, il était aux Lestrelin, puis aux d'Arz au XVe siècle, avant de passer aux Brodeven, aux Rolland et aux d'Arradon au XVIIe siècle, puis aux Lantivy et aux La Haye par alliance. Vendu aux Viel de Poulpry, il revient ensuite par mariage aux d'Argence, puis à Jean de Filhol de Camas (1767) ;
- le château de Kerozer (XVIe et XIXe siècles) appelé aussi château Sainte-Anne : Kerozer (jadis Kerozet) était une seigneurie citée en 1427 comme propriété des Clerigo. En 1515, elle est dans la famille de La Bourdonnaye, en 1710 dans celle de Kermoysan. La baronne de L'Espée achète le domaine en 1865 et fait transformer le manoir en véritable château en 1895, d'après des plans dus à l'architecte Bourdillat. En 1919 M. d'Unienville l'achète et le vend dix ans plus tard à François Romieu. Celui-ci le cède vers 1946 aux Frères des écoles chrétiennes, qui installent leur maison de retraite en 1949. Il est inscrit à l'inventaire général du patrimoine culturel[43] ;
- le château de Beauregard (XVIIIe et XIXe siècles): autrefois manoir de Kerspihuiry, propriété de Pierre Rolland en 1514, puis propriété successive des familles Montigny (XVIIe et XVIIIe siècles), Le Prestre de Châteaugiron (en 1783), Quermeleuc (en 1793), Achille Vigier (1831 à 1848), Aubert (1848-1878), Lucien Douillard (1878-1883), et famille Guyot d'Asnières de Salins (1883-2014). La chapelle privée a disparu. C'est dans ce château qu'est signé le 14 février 1800 la paix de Beauregard, entre le chef royaliste Georges Cadoudal et le général Guillaume Brune.
- le manoir de Kermelin (XVIe siècle): Siège d'une ancienne seigneurie connue dès 1440 et appartenant au sire de Kermelin. On mentionne Jehan Raoul et/ou Alain Le Gourvinec en 1427. Propriété de la famille Saulnier de la Pinelaye (XVIIIe siècle), du docteur Fouquet (en 1861), de la famille Fanneau de La Horie et de la famille Evariste Lefeuvre. Le manoir est flanqué en arrière d'une tour-d'escalier coiffée d'un toit tonique et d'un puits ouvragé. Il  est inscrit à l'inventaire général du patrimoine culturel[44] ;
- le manoir de Tréviantec (XVIe et XVIIe siècles): Mentionné dès 1427 sous le nom de Creffbuendec, appartenant à la famille d'Arz, puis mentionné à la famille Bégaud (en 1636). Il est inscrit à l'inventaire général du patrimoine culturel[45] ;
- le manoir de Coedigo-Malenfant (XVIe et XVIIe siècles): La seigneurie appartint à la famille Quelen, aux Trévégat, et aux Cillart. Le logis à tourelle a été construit au XVIe siècle par Jacques Colombel, drapier de Vannes, l'entablement supérieur d'une lucarne porte la date de 1588. En 1719, le château fut habité par Olivier Delourme, architecte de Vannes. Par succession il échoit à M. de Cornulier, avocat au Parlement de Bretagne. Au XIXe siècle, il passe aux Ménardeau, La Bourdonnaye et Botherel ;
- le manoir de Lesnehué (XVe et XVIe siècles): Siège d'une ancienne seigneurie appartenant successivement aux familles Benoist (Eudes Benoist est mentionné comme recteur de la chapelle du Bourg-d'en-Bas (Notre-Dame du Loc) en 1330, des actes notariés mentionnent Eon Benoist en 1427 et Jehan Benoist en 1464 et 1481), Jégo et Rosmadec (en 1560 et 1640). Il possédait autrefois une chapelle privée connue sous le vocable de Saint François transférée dans le transept sud de l'église Saint Gervais-Saint Protais du Bourg-d'en-Haut dont les vestiges ont été ruinés avant 1890[46]. Il est inscrit à l'inventaire général du patrimoine culturel[47] ;
- le manoir de Lesvellec : Siège d'une ancienne seigneurie appartenant successivement aux familles Lesterlin (Olivier Lesterlin en 1427), Sécillon (en 1460), Dars ou d'Arz, Lantivy et La Haye. Il possédait autrefois une chapelle privée disparue avant 1890. Le site abrite l'hôpital de Lesvellec ;
- le manoir de Trébrat, avec chapelle du XVIIe siècle: Siège d'une ancienne seigneurie appartenant en 1680 à la famille Couturié. Le manoir possédait autrefois une chapelle privée désaffectée en 1890. Il est inscrit à l'inventaire général du patrimoine culturel[48] ;
- le manoir de Berval date du XVIe siècle, il est inscrit à l'inventaire général du patrimoine culturel[49] ;
- le manoir de Botloré date du XVIe siècle, il est inscrit à l'inventaire général du patrimoine culturel[50] ;
- le manoir du Petit Rulliac ;
- le manoir du Kreisker(XVIe et XVIIIe siècles): situé sur la place de la Mairie, à proximité de l'église paroissiale de Saint-Avé. Anciennement propriété de Gehan de Coëtcandec, puis passé à la fin du XIXe siècle dans la famille Guyot d'Asnières de Salins qui en a fait don à la commune. Il est transformé en Maison des Associations. L'édifice est épaulé par une grosse tour-pigeonnier. Il est inscrit à l'inventaire général du patrimoine culturel[51].
- le manoir du Petit Rulliac date du XVIe siècle, il est inscrit à l'inventaire général du patrimoine culturel[52].

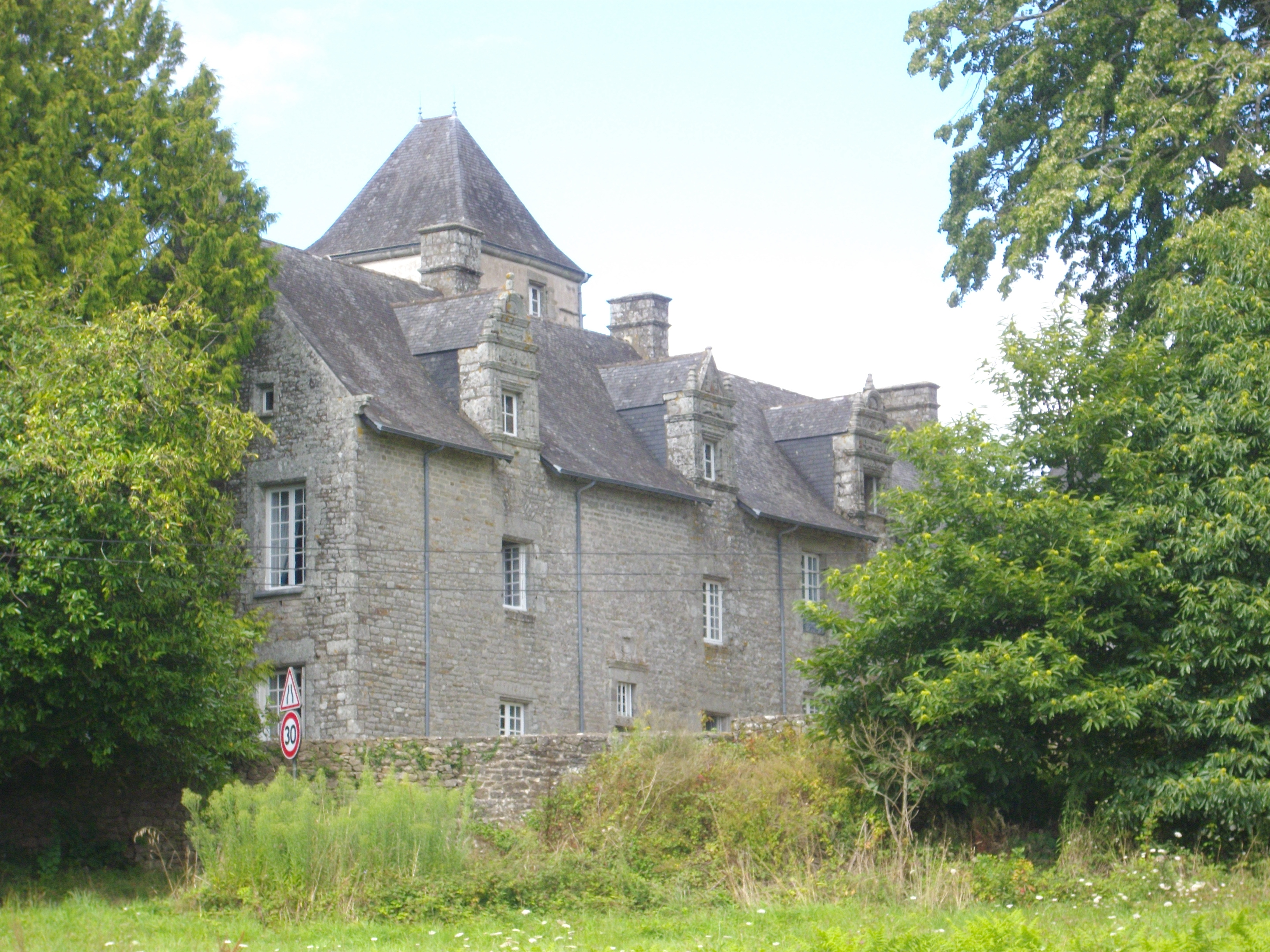
Château de Rulliac.
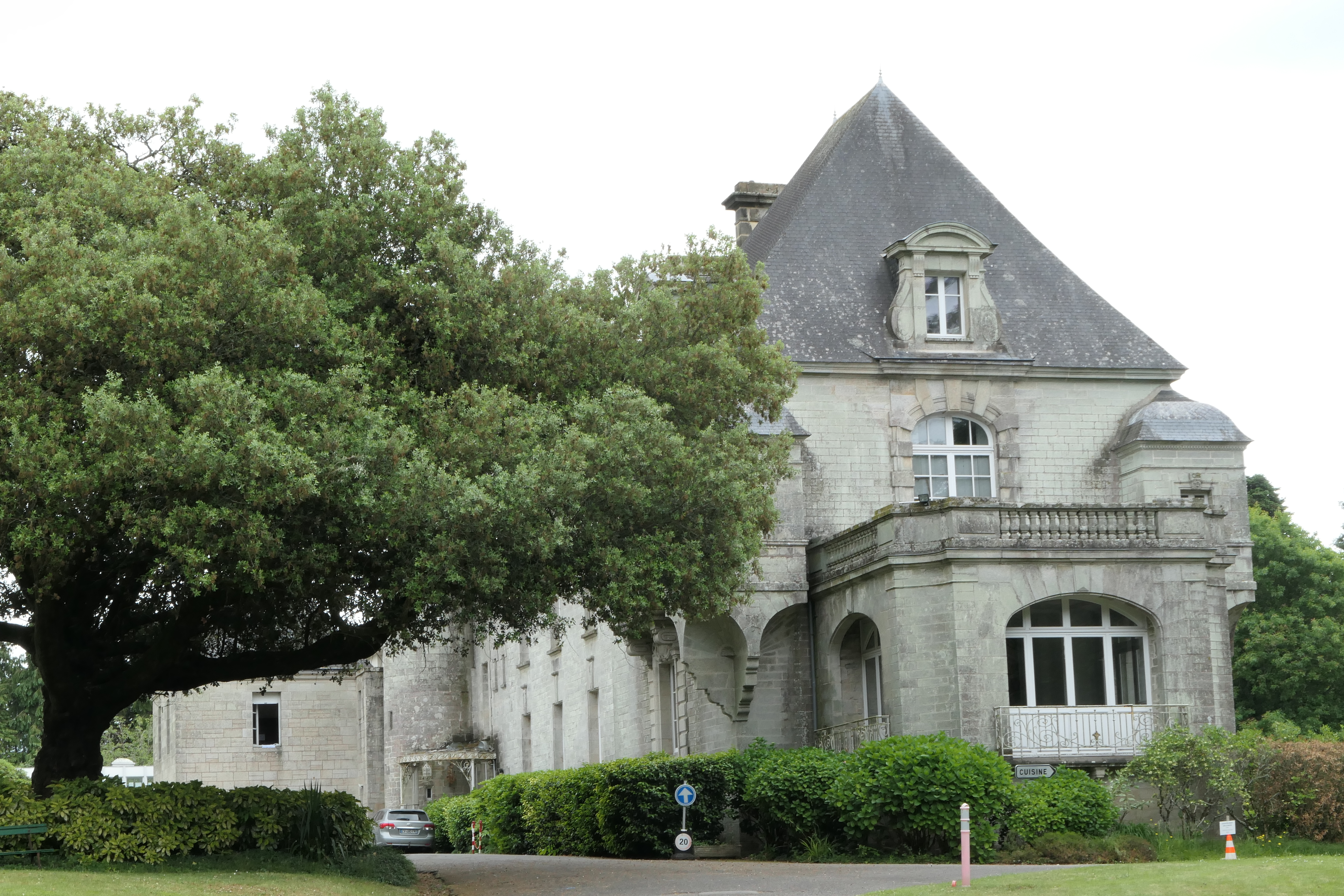
Château de Kerozer.
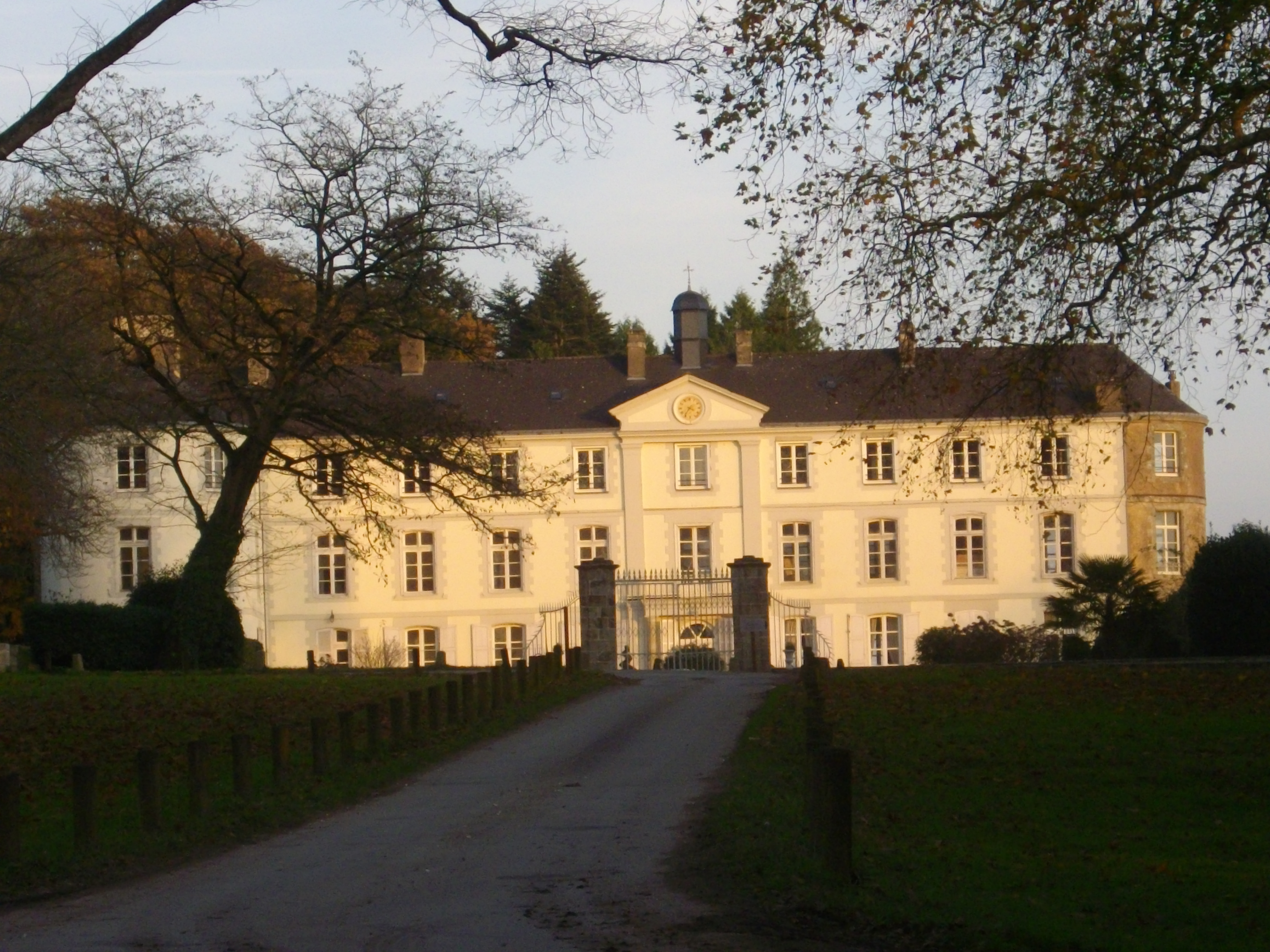
Château de Beauregard.
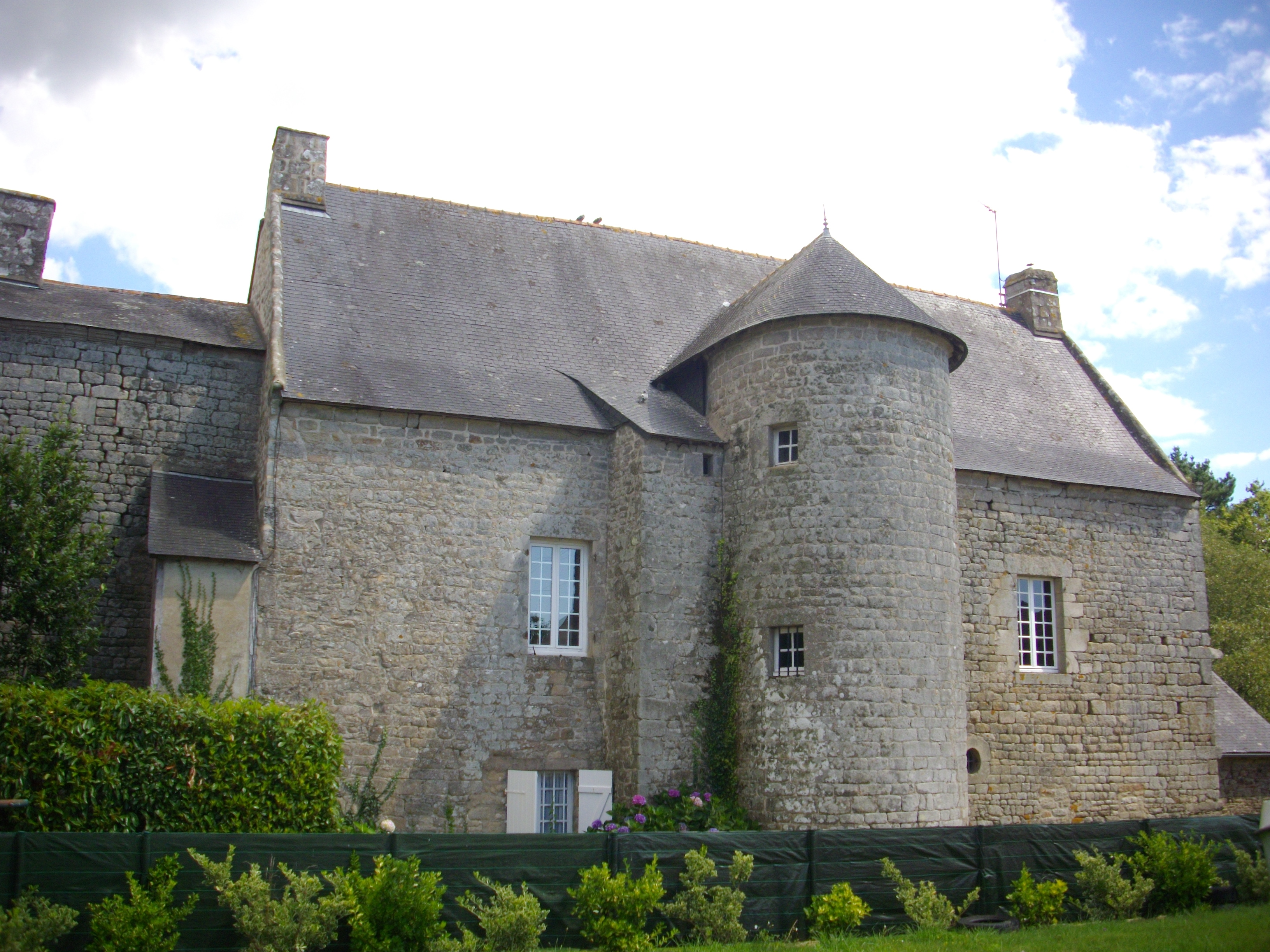
Manoir de Coëtdigo.
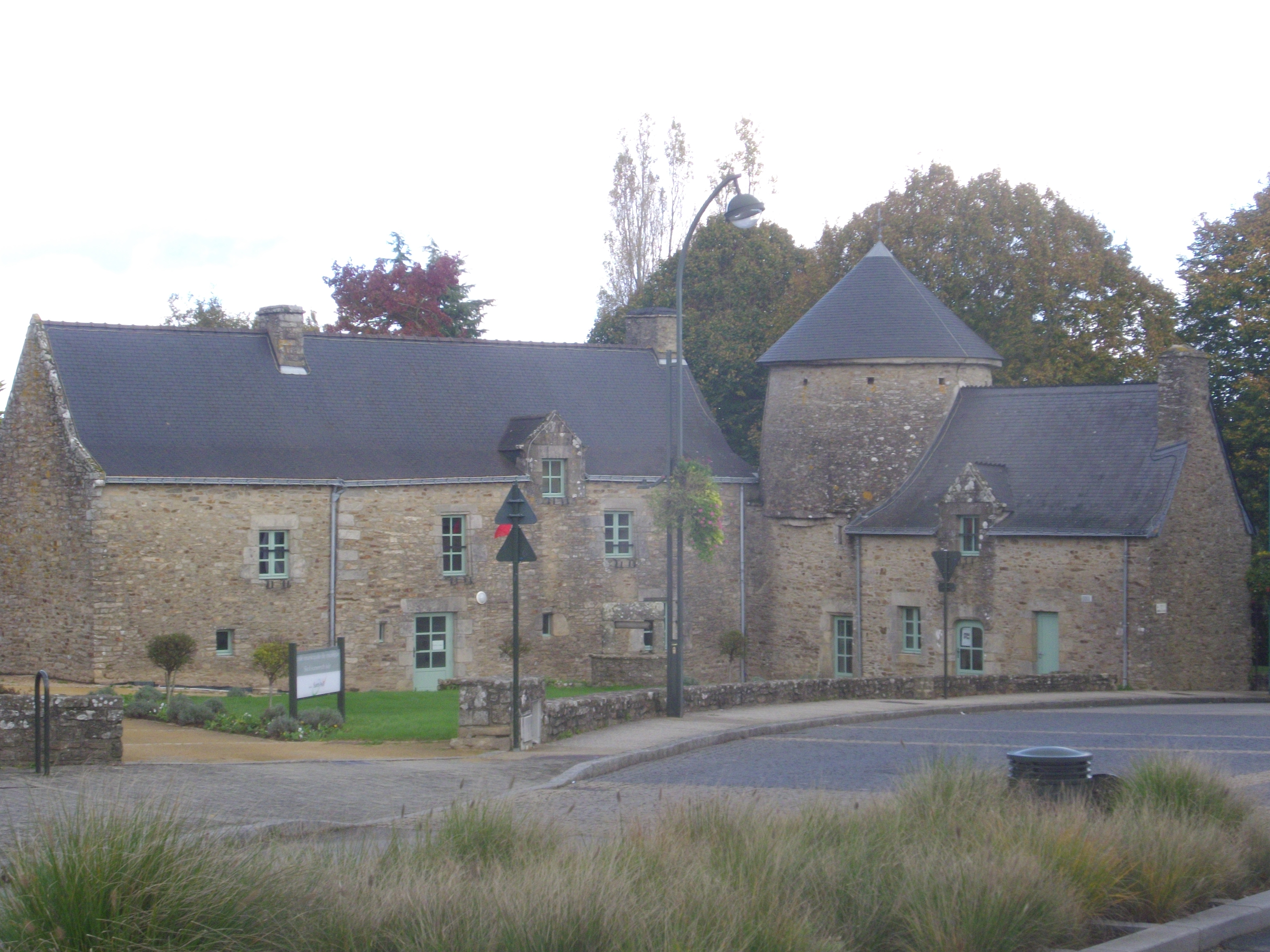
Manoir du Kreisker.
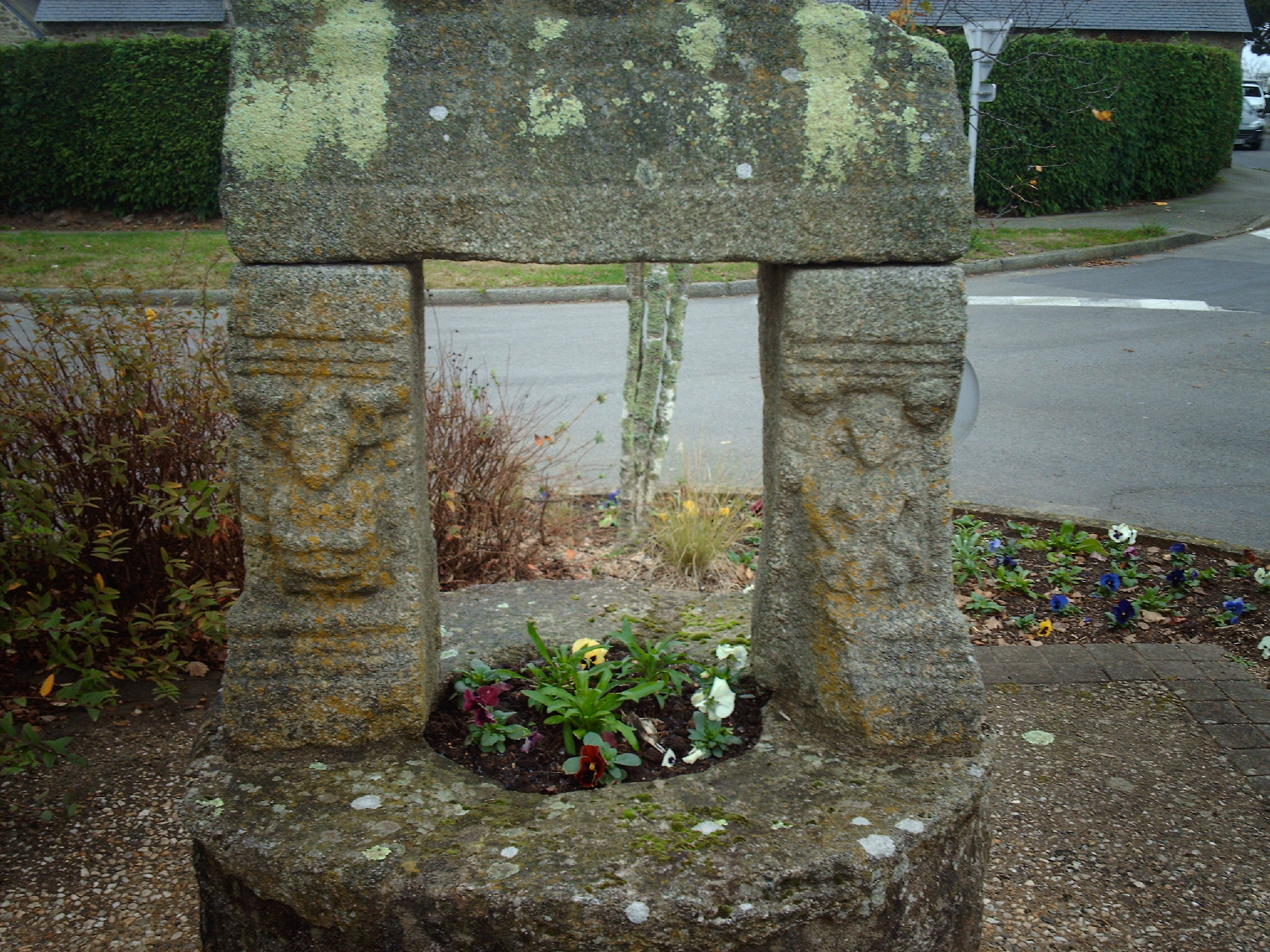
Puits datant du XVIIIe siècle au motif typiquement breton, installé dans la cour du manoir de Kermelin en 1960.

#### Autres lieux ou édifices notables
- le camp protohistorique de Kastel-Ker-Nevé, plus communément appelé camp de César. Il s'agit des vestiges supposés du bivouac de l'armée de Jules César lors de la conquête romaine de l'Armorique sur les Vénètes.

camp retranché de Villeneuve 	Kastell Kernevez
- le Dôme comporte plusieurs salles dont une de spectacle. Plusieurs associations y donnent des spectacles comme l'École de musique municipale, l'Association de l'Espace danse du Kreizkêr[53] et l'association musicale de spectacles Girard. Un terrain multisports en aluminium a été inauguré juste à côté du Dôme en septembre 2013[54].

- l'Échonova  créé en 2010, est un lieu de diffusion, de création et d'accompagnement artistique, spécialisé dans les musiques contemporaines, disposant d'une salle de spectacles de 600 places et accueillant une cinquantaine de concerts par an. Le lieu compte également cinq studios de répétition et un studio d'enregistrement mis à disposition des groupes locaux, ainsi qu'un centre de documentation.

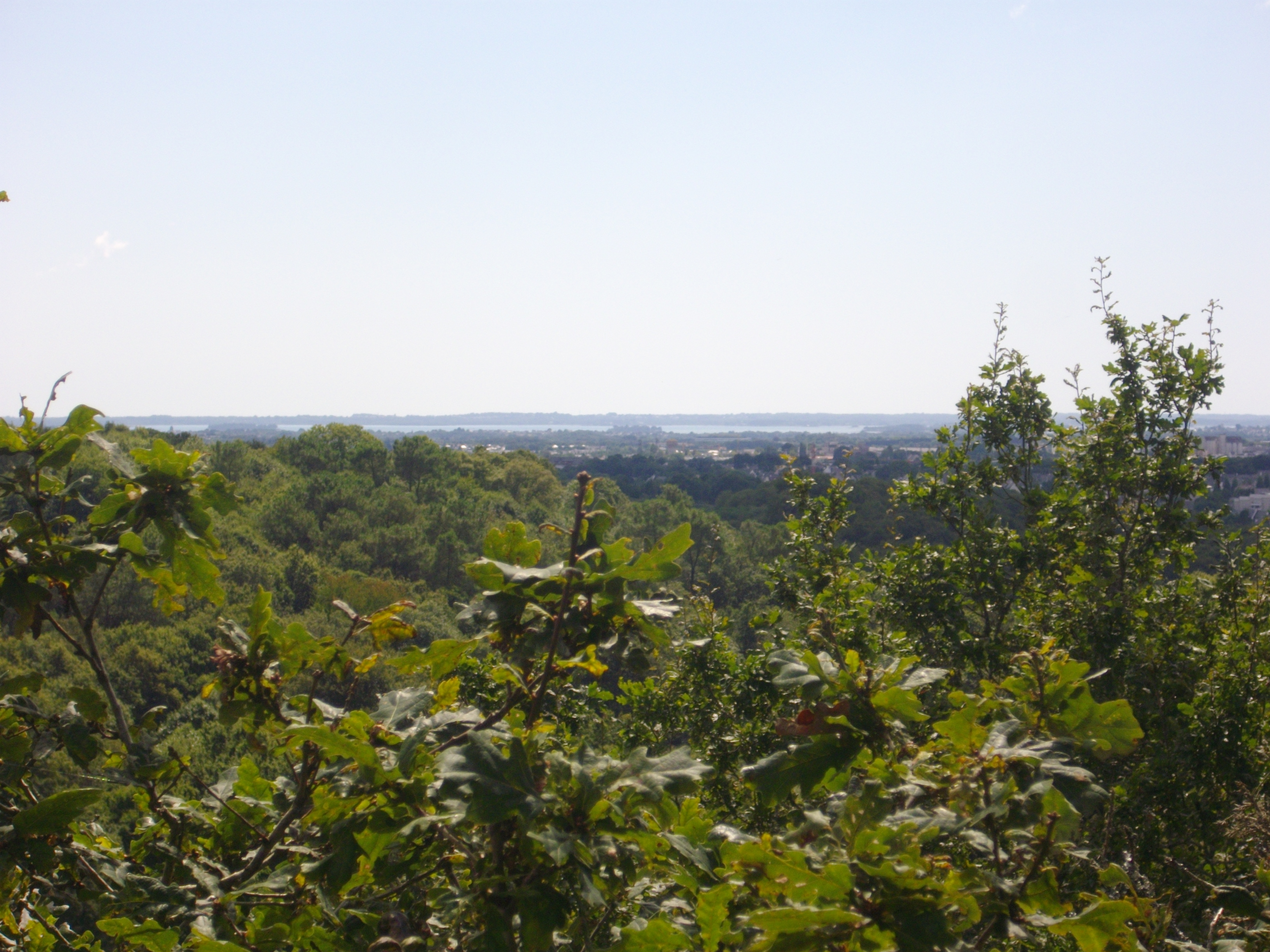
Vue sur les hauteurs camp de César, rendant visible le golfe du Morbihan.
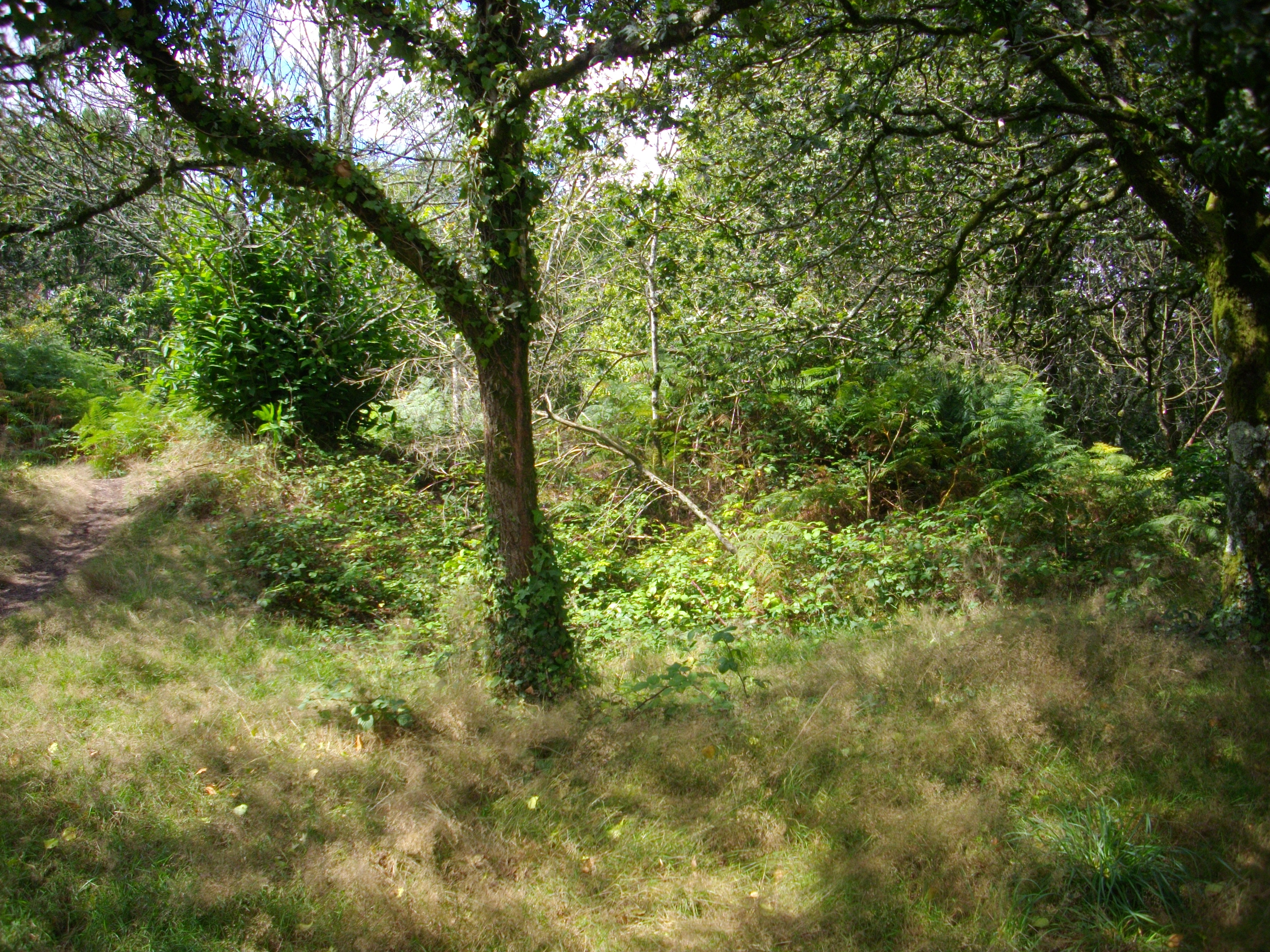
Camp de César.
Le Dôme.

### Héraldique
|  | Les armoiries de Saint-Avé se blasonnent ainsi : parti : au premier de gueules à une fleur de lys d'or accompagnée de trois croissants du même, au second d'argent à trois quintefeuilles de gueules, au chef d'hermine. Le blason a été conçu par le chanoine Danigo et Henri Gautier. Il s'agit des armes de Gehan de Coëtcandec, seigneur du Kreisker (manoir du centre ville - littéralement puisque kreisker se traduit par centre-ville en breton) "De gueules à une fleur de lys d'or accompagnée de trois croissants du même", et de la famille d'Arz propriétaire du château de Rulliac et des manoirs de Tréviantec et de Lesvellec au XVe siècle (d'où la ressemblance avec le blason de l'Île-d'Arz) "d'argent à trois quintefeuilles de gueules", surmontées des hermines ducales dues à la présence sur la commune du manoir de Plaisance (démantelé au XVIIe siècle), résidence officielle des Ducs. |

## Personnalités liées à la commune
- Jean V, duc de Bretagne (1389-1442) séjourne fréquemment au manoir de Plaisance à Saint-Avé.
- François Ier, duc de Bretagne (1414-1450), décède au manoir de Plaisance le 17 juillet 1450.
- Sébastien de Rosmadec (~1570-1646), né au manoir de Lesnevé, évêque de Vannes reconnaissant officiellement en 1625 les apparitions de Sainte Anne à Yves Nicolazic, en célébrant au village de Ker Anna - devenant par la suite Sainte-Anne-d'Auray - la première messe du sanctuaire qui deviendra le principal lieu de pèlerinage de Bretagne.
- René Descartes (1596-1650), mathématicien, physicien et philosophe, passe une partie de son enfance dans la métairie du manoir de Lesnevé alors que son père Joachim Descartes (1563-1640), siège aux États de Bretagne lorsque ceux-ci sont réunis à Vannes. Son frère aîné Pierre Descartes restera dans la région devenant propriétaire du manoir de Kerlo sur la commune d'Elven.
- Olivier Delourme (1660-1729), architecte, réside en 1719 au manoir de Coëtigo Malenfant.
- Jean Edmond Filhol de Camas (1767-1854), général des armées de la République et de l'Empire est décédé au château de Rulliac.
- Achille Vigier (1801-1868), député du Morbihan de 1831 à 1846, propriétaire du château de Beauregard.
- Lucien Douillard (1829-1888), architecte et Grand prix de Rome, propriétaire du château de Beauregard.
- Edmond Filhol de Camas (1866-1945), militaire puis homme politique.
- Henri Baruk (1897-1999), psychiatre, neuropsychiatre et psychologue membre de l'Académie nationale de médecine, né et élevé à Saint-Avé, son père étant l'aliéniste Jacques Baruk en poste à l'hôpital de Lesvellec.
- René de Salins (1920-2014) a grandi au château de Beauregard (arrière petit-fils de Lucien Douillard).
- Hervé Pellois (né en 1951), ancien maire et ancien député de la Première circonscription du Morbihan (jusqu'en 2022).